# Ongoz
Ongoz es un concejo y localidad española del municipio de Urraúl Alto, perteneciente a la Comunidad Foral de Navarra.

## Toponimia
El lugar es conocido en euskera como Ongotz.

## Geografía
La localidad está situada en la merindad de Sangüesa, en la comarca de Lumbier.

## Historia
Hacia mediados del siglo XIX, el lugar, ya por entonces perteneciente a Urraúl Alto, tenía contabilizada una población de 82 habitantes. Aparece descrito en el duodécimo volumen del Diccionario geográfico-estadístico-histórico de España y sus posesiones de Ultramar de Pascual Madoz con las siguientes palabras:

ONGOZ: l. del ayunt. y valle de Urraul alto, en la prov. y c. g. de Navarra, part. jud. de Aoiz (3 leg.), aud. terr. y dióc. de Pamplona (7). sit. en la falda y descenso de una elevada montaña; clima frio; reinan los vientos N. y S., y se padecen inflamaciones y catarros. Tiene 11 casas que forman una plaza y una calle, igl. parr. de entrada, dedicada á la Concepcion de Nra. Sra., sevida por un abad de provision de los vec.: para beber y demas usos se surten de las aguas del r. Areta y de una fuente. El term. se estiende 1/2 leg. de N. á S., y lo mismo de E. á O., y confina N. Jacoizti; E. Ezcaniz; S. Sta. Fé, y O. Artanga, comprendiendo dentro de su circunferencia dos montes poblados de carrascas, robles, bojes y otros arbustos, y diversos prados con muy buenos pastos para ganado vacuno y lanar. El terreno es secano, cascajoso y poco fértil; le atraviesan el r. que viene de Elcoaz y un arroyo que se incorpora con el primero pasado el pueblo. caminos: los que dirigen á los pueblos limítrofes, en mal estado: el correo se recibe de la cab. del part. prod.: trigo, avena, cebada, patatas, alubias, y habas; cria de ganado vacuno y lanar; caza de perdices, liebres y corzos; pesca de truchas y chipas. ind.: ademas de la agricultura y ganaderia hay un molino harinero. pobl.: 11 vec. 82 alm. riqueza: con el valle (V.).
(Madoz, 1849, p. 277)

En 2023, la entidad singular de población tenía empadronados 18 habitantes y el núcleo de población, también 18.

## Patrimonio

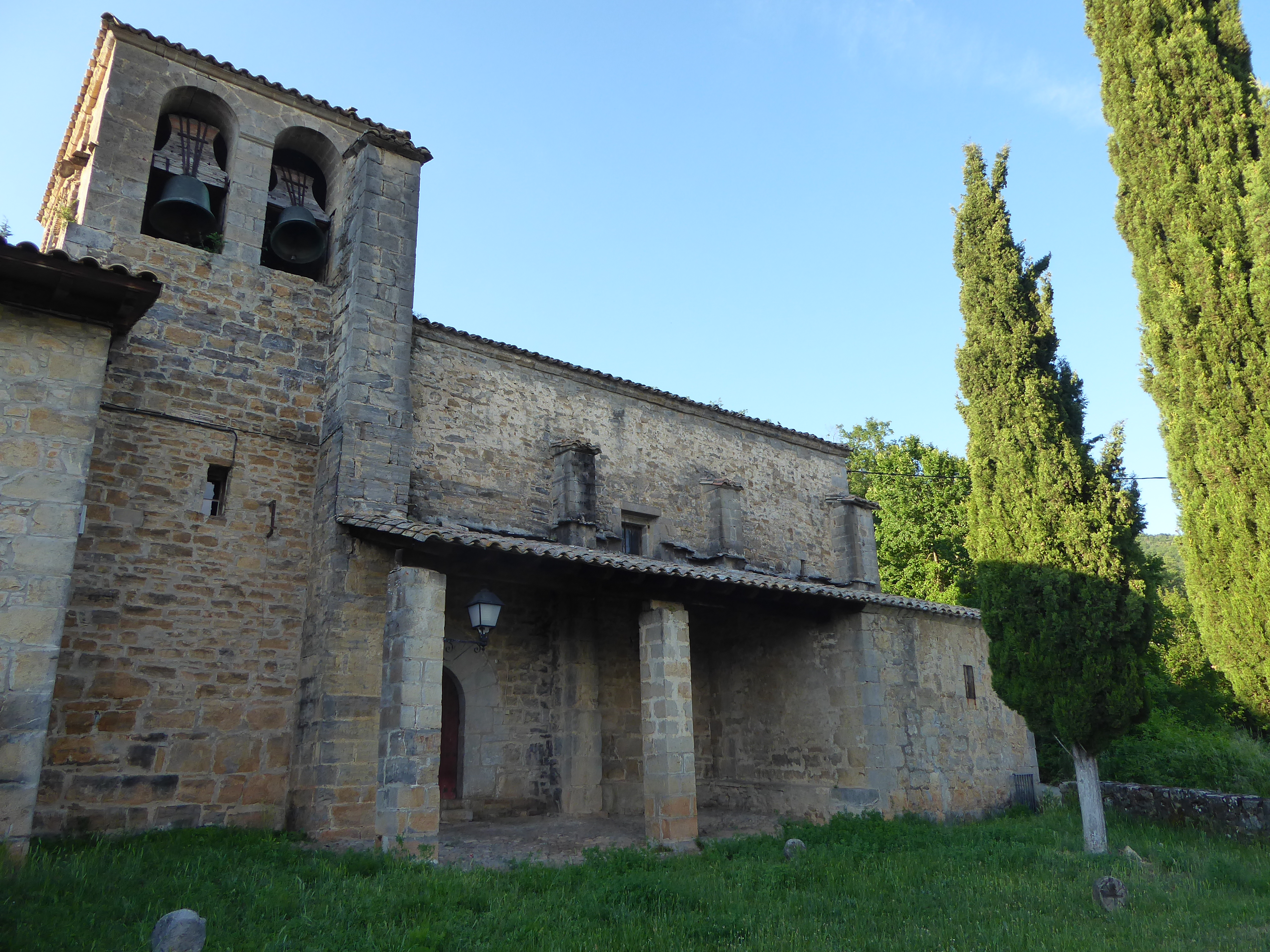
La iglesia de la Purísima Concepción

Hay en la localidad una iglesia de la Purísima Concepción.